# 1170 Siva
1170 Siva è un asteroide areosecante del diametro medio di circa 10,37 km. Scoperto nel 1930, presenta un'orbita caratterizzata da un semiasse maggiore pari a 2,3266854 UA e da un'eccentricità di 0,3002680, inclinata di 22,17308° rispetto all'eclittica.
Il suo nome fa riferimento a Siva, importante divinità dell'induismo.